# Ной, Март
Мартинус Игнатиус (Март) Ной (нидерл. Martinus Ignatius (Mart) Nooij; 3 июня 1954) — нидерландский футбольный тренер.

## Карьера
Долгое время работал учителем физкультуры и возглавлял любительские команды. Затем Ной прошел обучение в Королевском футбольном союзе Нидерландов, после чего серьёзно занялся тренерской деятельностью. В первое время он работал футбольным инструктором в США и Казахстане. Позднее специалист самостоятельно возглавлял молодёжную сборную Буркина-Фасо и входил в тренерский штаб голландского клуба «Волендам».
С 2007 по 2011 год Ной был главным тренером сборной Мозамбика. В 2010 году он выводил её в финальную часть Кубка африканских наций в Анголе. В групповом турнире мозамбикцы набрали всего одно очко. По итогам выступлений Ной был отправлен в отставку, однако официально он ушел из сборной только через год. В октябре 2013 года голландец был назначен на пост наставника киргизской «Абдыш-Аты». Но вскоре специалист покинул страну и оказался в Эфиопии. Там Ной привел к чемпионскому титулу клуб «Сент-Джордж».
Последним местом работы голландца была сборная Танзании, которую он возглавлял до июня 2015 года.

## Достижения
- Чемпион Эфиопии (3): 2014, 2016, 2017.